# Inkinga platystoma
Inkinga platystoma é uma espécie de gastrópode do gênero Inkinga, pertencente a família Horaiclavidae.